# Peter Straughan
Peter Straughan (* 1968) je anglický dramatik, scenárista a spisovatel, který působil při divadelní společnosti Live Theatre Company v Newcastlu.

## Profesionální kariéra
Na přelomu 80. a 90. let hrál jako baskytarista v newcastleské kapele The Honest Johns. Následně formaci opustil, aby dokončil vysokoškolské vzdělání na Newcastle University.
Scenáristicky se podílel na komedii Revoluce paní Ratcliffové z roku 2006 a adaptaci vzpomínek Tobyho Younga v komediálním dramatu Jak se zbavit přátel a zůstat úplně sám (2008). Následně napsal předlohu pro komedii Muži, co zírají na kozy (2009). S manželkou Bridget O'Connorovou vytvořili scénář k thrilleru Jeden musí z kola ven (2011), za nějž obdrželi cenu BAFTA a byli nominováni na Oscara. S Jane Goldmanovou a Matthewem Vaughnem vytvořili předlohu k thrilleru Dluh (2011).

## Soukromý život
Jeho manželkou byla Bridget O'Connorová, která zemřela roku 2010 ve čtyřiceti devíti letech na nádorové onemocnění. Do manželství se narodila dcera Connie.

## Scenáristická filmografie
| Rok  | film                                    | poznámky                                                              |
| ---- | --------------------------------------- | --------------------------------------------------------------------- |
| 2006 | Rok '66                                 | spolu s Bridget O'Connorovou                                          |
| 2007 | Revoluce paní Ratcliffové               | spolu s Bridget O'Connorovou                                          |
| 2008 | Jak se zbavit přátel a zůstat úplně sám |                                                                       |
| 2009 | Muži, co zírají na kozy                 |                                                                       |
| 2011 | Jeden musí z kola ven                   | spolu s Bridget O'Connorovou cena BAFTA za nejlepší adaptovaný scénář |
| 2011 | Dluh                                    | spolu s Jane Goldmanovou a Matthewem Vaughnem                         |
| 2015 | Wolf Halll                              | televizní seriál                                                      |